# فیات ۱۲۸
فیات ۱۲۸ (Fiat ۱۲۸) خودرویی است که در سال‌های ۱۹۶۹ تا ۱۹۸۵در بوئنوس آیرس، آرژانتین، کازابلانکا، مراکش، تولید شده‌است.
این خودرو در کلاس خودرو کامپکت قرار گرفته،است.

## نگارخانه

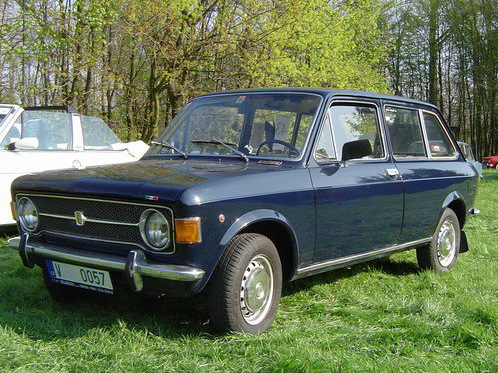
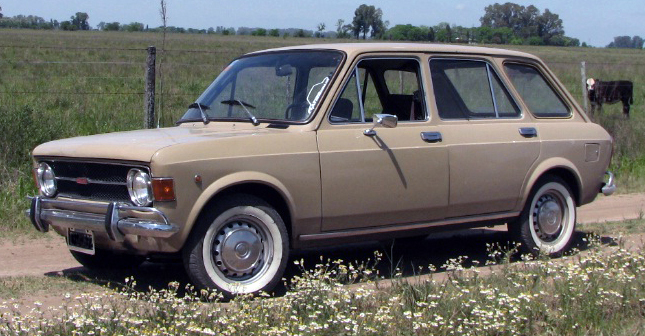
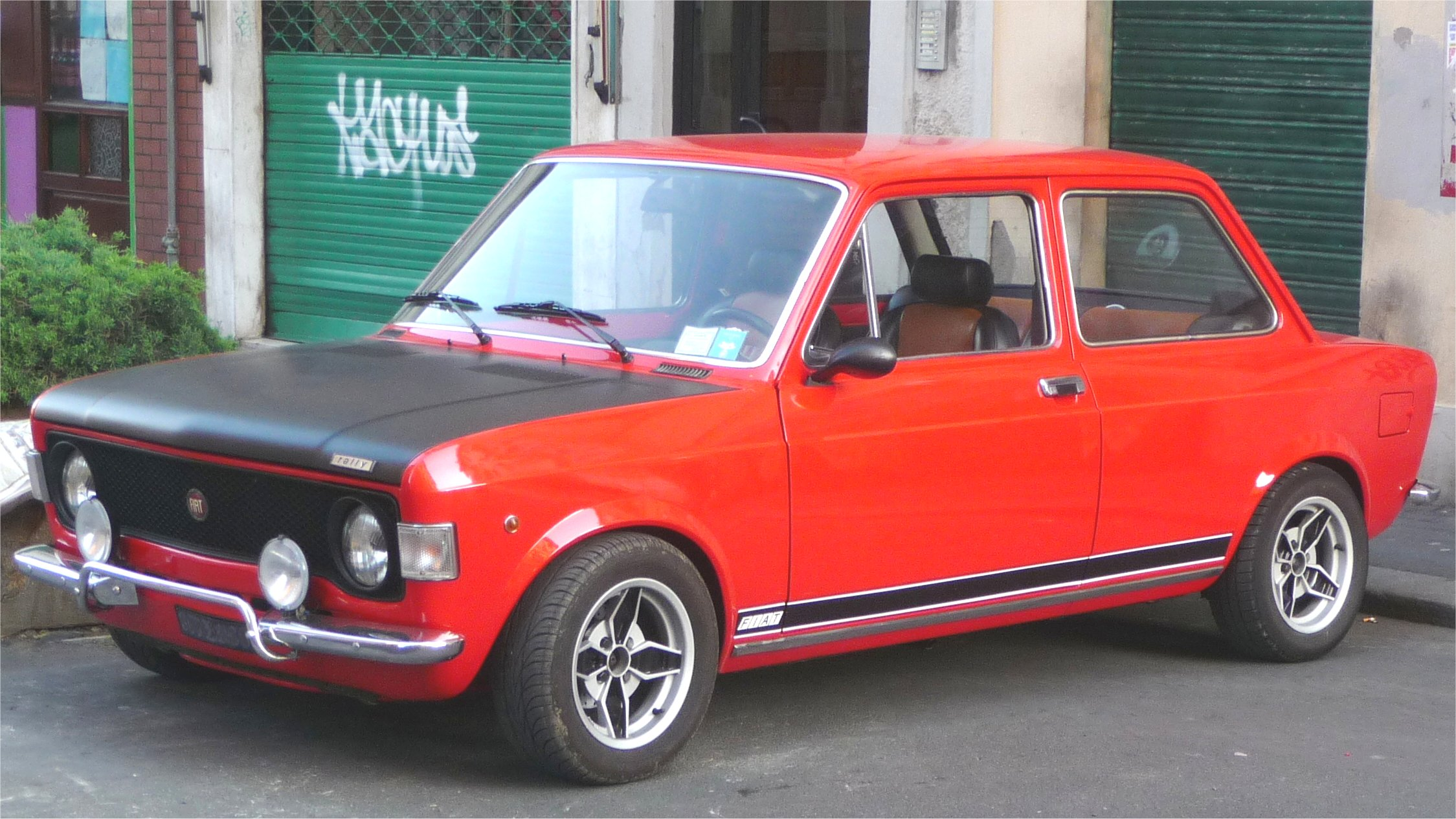
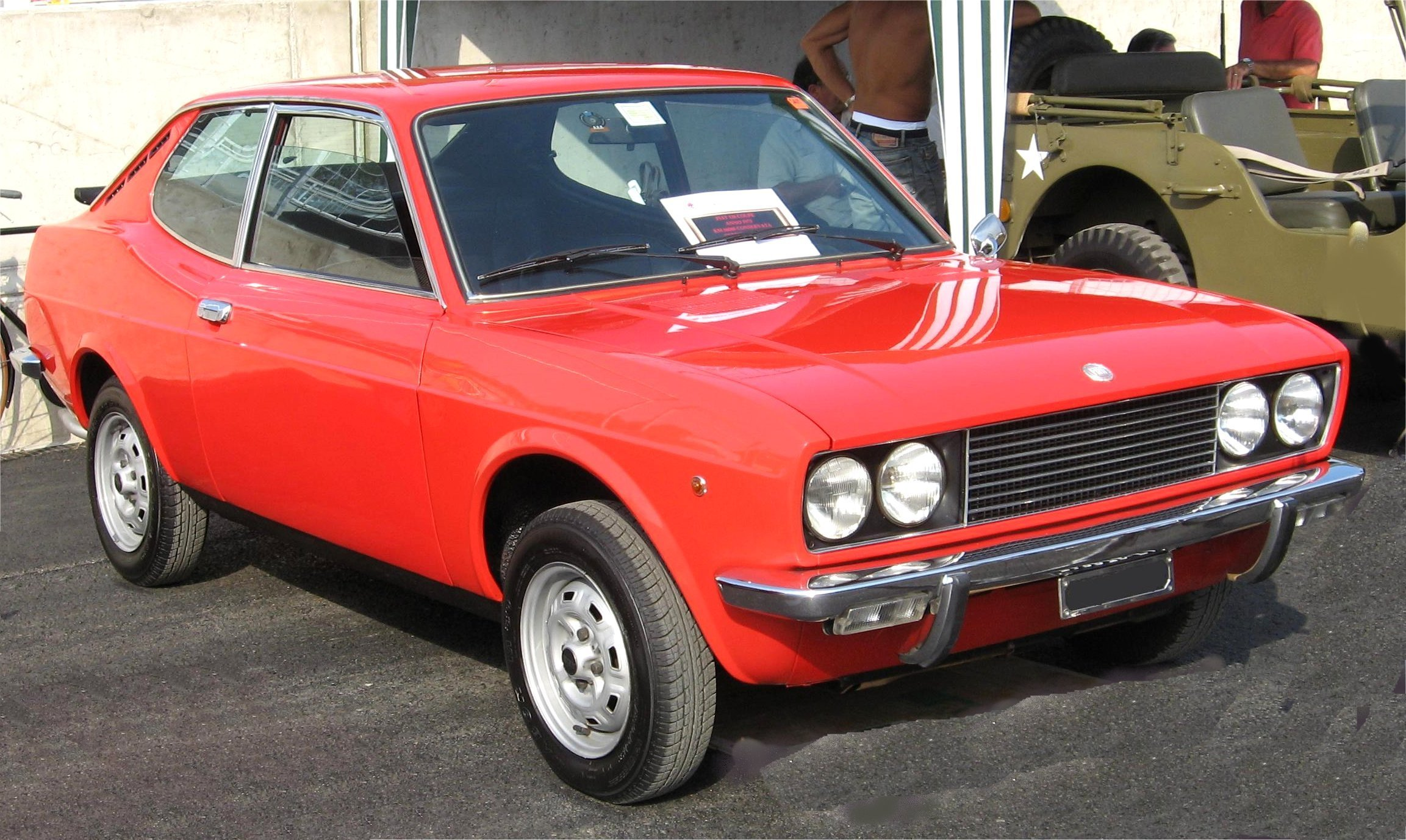
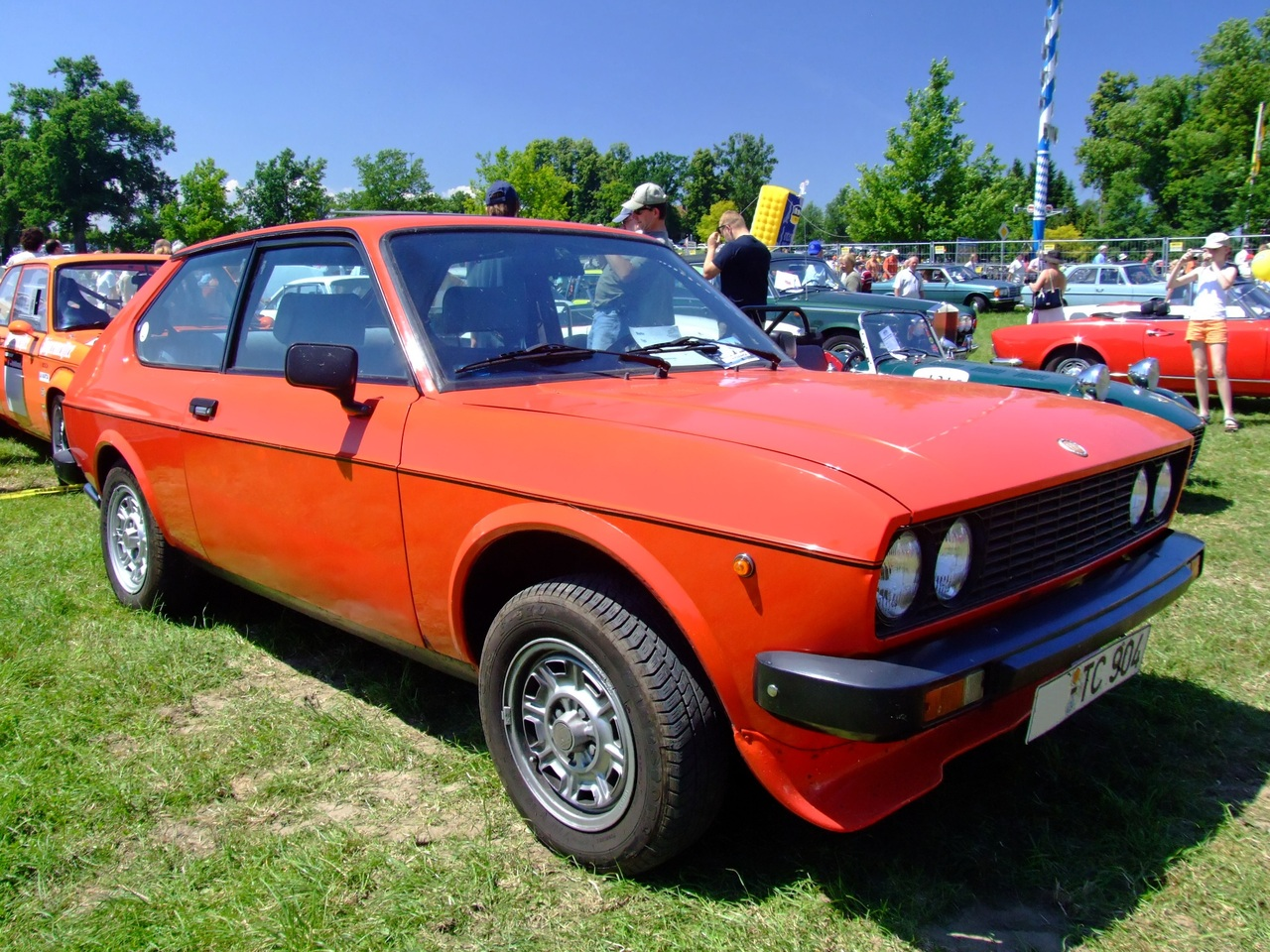
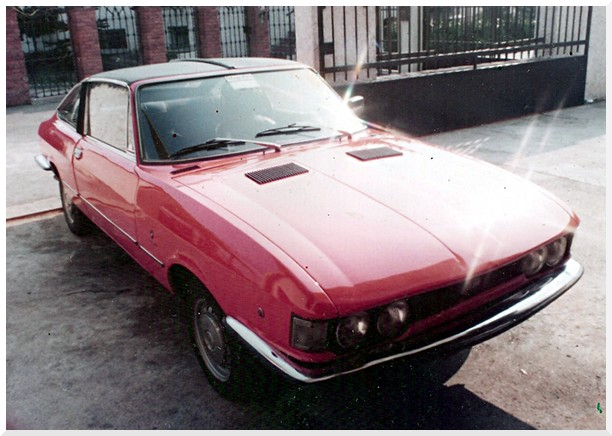